# Strobilanthes foetidissimus
Strobilanthes foetidissimus är en akantusväxtart som beskrevs av Wilhelm Sulpiz Kurz. Strobilanthes foetidissimus ingår i släktet Strobilanthes och familjen akantusväxter. Inga underarter finns listade i Catalogue of Life.